# Hirnyk Krasnohoriwka
Hirnyk Krasnohoriwka (ukr. Міні-Футбольний Клуб «Гірник» Красногорівка, Mini-Futbolnyj Kłub "Hirnyk" Krasnohoriwka) – ukraiński klub futsalu, mający siedzibę w mieście Krasnohoriwka, w obwodzie donieckim, na wschodzie kraju. W latach 1993–1995 występował w futsalowej Wyższej lidze Ukrainy.

## Historia
Chronologia nazw:
- 1992: Wohnetrywnyk Krasnohoriwka (ukr. «Вогнетривник» Красногорівка)
- 1993: Kapitał Krasnohoriwka (ukr. «Капітал» Красногорівка)
- 1994: Hirnyk Krasnohoriwka (ukr. «Гірник» Красногорівка)
- 1996: klub rozwiązano

W początku lat 90. XX wieku został założony klub futsalowy Wohnetrywnyk Krasnohoriwka. W 1992 debiutował w pierwszych nieoficjalnych mistrzostwach Ukrainy, w których zajął 9. miejsce. W sezonie 1993/94 jako Kapitał Krasnohoriwka startował w Wyższej Lidze Ukrainy, zajmując końcowe 10.miejsce. W następnym sezonie zmienił nazwę na Hirnyk Krasnohoriwka i osiągnął swój największy sukces, wicemistrzostwo kraju oraz dotarł do finału Puchar Ukrainy, gdzie ustąpił drużynie Mechanizator Dniepropetrowsk 1:5.
Po zakończeniu sezonu 1995/96 klub uplasował się na 11.pozycji, ale następnie z przyczyn finansowych został rozwiązany.

## Sukcesy

### Trofea międzynarodowe
Nie uczestniczył w rozgrywkach europejskich (stan na 31-05-2018).

### Trofea krajowe
| \| \| Zdobyte trofea w rozgrywkach Ukrainy (stan na: 31-12-2018) \| |                                                            |      |          |
| Rozgrywki                                                           | Osiągnięcie                                                | Razy | Sezon(y) |
| · Mistrzostwo                                                       | I miejsce                                                  | 0    |          |
| · Mistrzostwo                                                       | II miejsce                                                 | 1    | 1994/95  |
| · Mistrzostwo                                                       | III miejsce                                                | 0    |          |
| Puchar                                                              | zdobywca                                                   | 0    |          |
| Puchar                                                              | finalista                                                  | 1    | 1994/95  |
| II liga                                                             | I miejsce                                                  | 0    |          |
| II liga                                                             | II miejsce                                                 | 0    |          |
| II liga                                                             | III miejsce                                                | 0    |          |
| Ukraina                                                             | Zdobyte trofea w rozgrywkach Ukrainy (stan na: 31-12-2018) |      |          |

## Statystyki

### Rekordy klubowe
Stan na maj 2019.
- Liczba sezonów w najwyższej klasie rozgrywkowej: 3 (1993/94–1995/96)

## Piłkarze, trenerzy, prezydenci i właściciele klubu

### Trenerzy
| Lp. | Imię i nazwisko     | Okres urzędowania | Okres urzędowania |
| --- | ------------------- | ----------------- | ----------------- |
| 1.  | Wałerij Szabelnikow | 199?              | 1995              |

## Struktura klubu

### Obiekt sportowy
Klub rozgrywał swoje mecze domowe w Hali Sportowej w Krasnohoriwce, która może pomieścić 1000 widzów.

### Sponsorzy
- "Kapitał"